# Fabien Baron

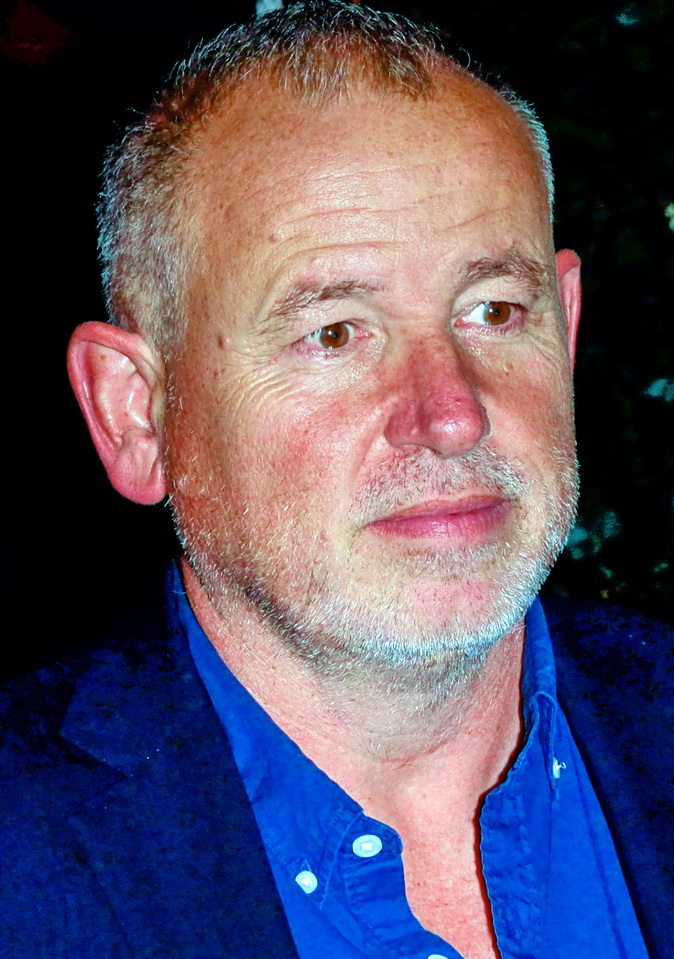
Fabien Baron (2014)

Fabien Baron (* 1959 in Antony, Frankreich) ist ein französischer Art Director in den USA.

## Leben
Baron wurde als Sohn eines französischen Zeitungsdesigners geboren. Nach der Schule besuchte er 1975/1976 die École des Arts Appliqués, arbeitete aber bald bei der Tageszeitung L’Équipe. Im Jahr 1982 ging er nach New York City. Dort wollte er eigentlich nur ein paar Monate bleiben, lebt aber noch heute dort.
Zunächst bekam er einen Job beim Männermagazin GQ. 1987 entwarf er den Prototyp für das Magazin New York Woman und wurde dessen Art Director für das erste Erscheinungsjahr. Ende der 1980er Jahre war er Art Director der italienischen Ausgabe der Vogue und dem von Andy Warhol gegründeten Magazin Interview. Im Jahr 1990 gründete er in New York seine eigene Agentur „Baron & Baron“. 1992 gestaltete er Madonnas SEX-Bildband. Ebenfalls 1992 war er für Harper’s Bazaar tätig.
Zu seinen Kunden gehörten Armani, Dunhill, Miu Miu, Pringle und Calvin Klein, wo er gleichzeitig Creative Director ist. Baron entwirft Werbekampagnen, Flakons und Möbel. Außerdem hat er eine eigene Sonnenbrillen-Kollektion auf den Markt gebracht.
Baron gilt als der einflussreichste Art Director seiner Generation. Sein Markenzeichen ist mit Provokation gewürzter Minimalismus.
Im Jahr 2008 veröffentlichte er den Fotoband Liquid Lights 1983-2003 mit seinen eigenen Fotografien aus zwei Jahrzehnten.
Baron hat drei Kinder aus drei Beziehungen.
In Löderup, in der Region Schonen in Südschweden, besitzt er ein Ferienhaus, das von dem Architekten John Pawson entworfen wurde.

## Veröffentlichungen
- Liquid Light 1983-2003, Originalausgabe: Verlag Art Pub Inc, 2008. - Deutsche Ausgabe: Steidl Verlag, Göttingen 2008, ISBN 3-86521-530-0 bzw. ISBN 978-3-86521-530-7

## Auszeichnungen
Baron gewann mehrere Preise der American Society of Magazine Editors und der Society of Publication Designers.

## Quelle
- Eye: The International Review of Graphic Design, Verlag Wordsearch Ltd., 1995, Seite 10